# Métrophane de Byzance
Métrophane de Byzance, mort en 326, fut l'évêque de Byzance de 306 à 314. 
Il a peut-être pris sa retraite de son épiscopat mais n'est décédé qu'après 326. Selon la tradition, l'empereur Constantin Ier lui aurait décerné le titre honorifique de patriarche; cependant, Byzance n'est devenue la capitale de l'Empire qu'en 330 (date à laquelle elle a été rebaptisée Nouvelle Rome ou Constantinople), et le siège n'a été élevé au rang de patriarcat qu'en 451. Métrophane n'a pas pu participer au premier concile œcuménique, qui s'est tenu à Nicée, en raison de son âge et de sa mauvaise santé. Il envoya à la place Alexandre, son premier presbytre, un honnête homme qu'il destinait à sa succession. 
Métrophane a été canonisé saint, et est vénéré à la fois dans l'Église orthodoxe et dans l'Église catholique romaine. Son jour de fête est le 4 juin. Son prédécesseur en tant qu'évêque de Byzance était Probus, fils de Dometius, et Métrophane pourrait avoir été le fils de Probus.

## Source
- (en) Cet article est partiellement ou en totalité issu de l’article de Wikipédia en anglais intitulé « Metrophanes of Byzantium » (voir la liste des auteurs).